# Madimba (Mtwara)
Madimba ist ein Verwaltungsbezirk (Ward) des Distrikts Mtwara in der tansanischen Region Mtwara.

## Geografie
Madimba liegt im Südosten von Tansania. Die Fläche des Bezirks beträgt 151 Quadratkilometer. Bei der Volkszählung 2022 lebten hier 11.394 Menschen in 3183 Haushalten.

## Gliederung
Der Bezirk besteht aus sieben Gemeinden (Mtaa) mit 33 Orten (Kitongoji):
| Mngoji - Mnaida A - Mnaida B - Mlandege - Hyuvi - Barabarani - Shuleni | Litembe - Patakuwa - Majengo - Litembe Pwani - Litembe Miembeni | Mitambo - Chota - Mitambo - Mitondo - Namiyoka | Madimba - Pwani - Mabatini - Majengo - Mahva - Mchepa - Shangani | Mtendachi - Milumba - Muungano - Miembeni - Rahaleo | Namindondi - Kariakoo - Majengo - Likonde - Shangani - Barabarani | Mayaya - Bwawani - Kigamboni - Mpangapanga - Shuleni |

## Infrastruktur
- Gesundheit: Im Bezirk befinden sich zwei staatliche Apotheken, je eine in Madimba[5] und in Mngoji.[6]
- Bildung: Die Madimba Secondary School ist eine staatliche weiterführende Schule, die Jugendliche bis zur 4. Stufe ausbildet.[7]